# Municipio de Rose Hill (Misuri)
El municipio de Rose Hill (en inglés: Rose Hill Township) es un municipio ubicado en el condado de Johnson en el estado estadounidense de Misuri. En el año 2010 tenía una población de 996 habitantes y una densidad poblacional de 5,32 personas por km².

## Geografía
El municipio de Rose Hill se encuentra ubicado en las coordenadas 38°37′21″N 94°2′34″O / 38.62250, -94.04278. Según la Oficina del Censo de los Estados Unidos, el municipio tiene una superficie total de 187.1 km², de la cual 185,59 km² corresponden a tierra firme y (0,81 %) 1,51 km² es agua.

## Demografía
Según el censo de 2010, había 996 personas residiendo en el municipio de Rose Hill. La densidad de población era de 5,32 hab./km². De los 996 habitantes, el municipio de Rose Hill estaba compuesto por el 96,49 % blancos, el 0,3 % eran afroamericanos, el 0,7 % eran amerindios, el 0,5 % eran asiáticos, el 0,3 % eran de otras razas y el 1,71 % eran de una mezcla de razas. Del total de la población el 2,11 % eran hispanos o latinos de cualquier raza.